# Walther Müller

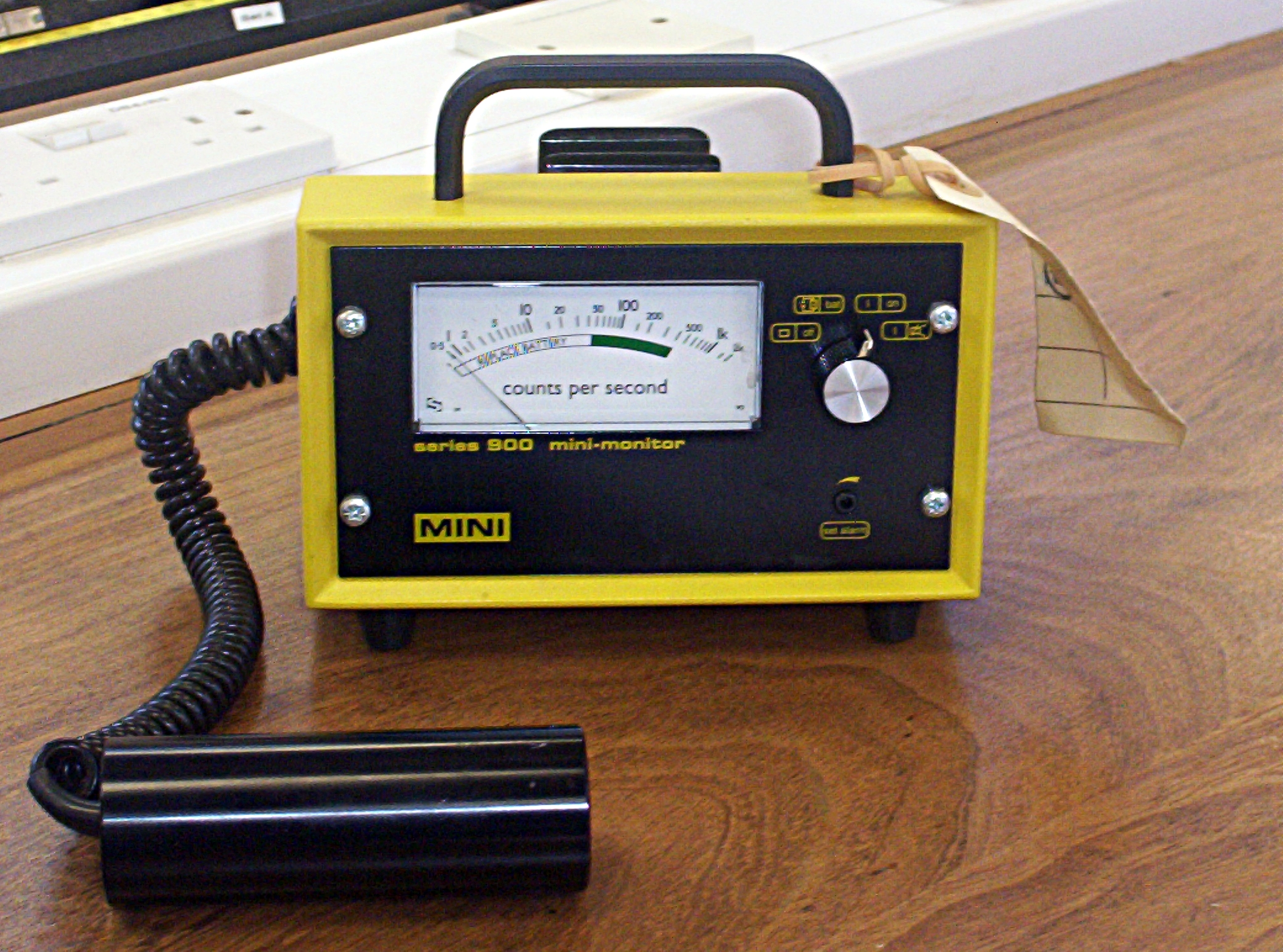
Geigerteller

Walther Müller (Hannover, 6 september 1905 - Walnut Creek, 4 december 1979) was een Duits natuurkundige en – samen met Hans Wilhelm Geiger – uitvinder van de geigerteller.
Walther Müller studeerde natuurkunde, chemie and filosofie aan de universiteit van Kiel. In 1925 werd hij de eerste doctoraatstudent van Hans Wilhelm Geiger, die net professor was geworden in Kiel. Samen deden ze onderzoek naar de ionisatie van gassen door botsing. Dit onderzoek leidde tot de uitvinding van de geigerteller, een apparaat dat nog steeds gebruikt wordt voor de detectie van ioniserende straling.
Müller was een tijd professor aan de universiteit van Tübingen. Daarna bracht hij de rest van zijn professionele carrière door als industrieel natuurkundige; eerst in Duitsland, daarna in Australië als adviseur van het Ministerie voor Economische Zaken en vervolgens in de Verenigde Staten, waar hij een bedrijf oprichtte dat geigertellers maakte.